# Johann Friedrich Struensee

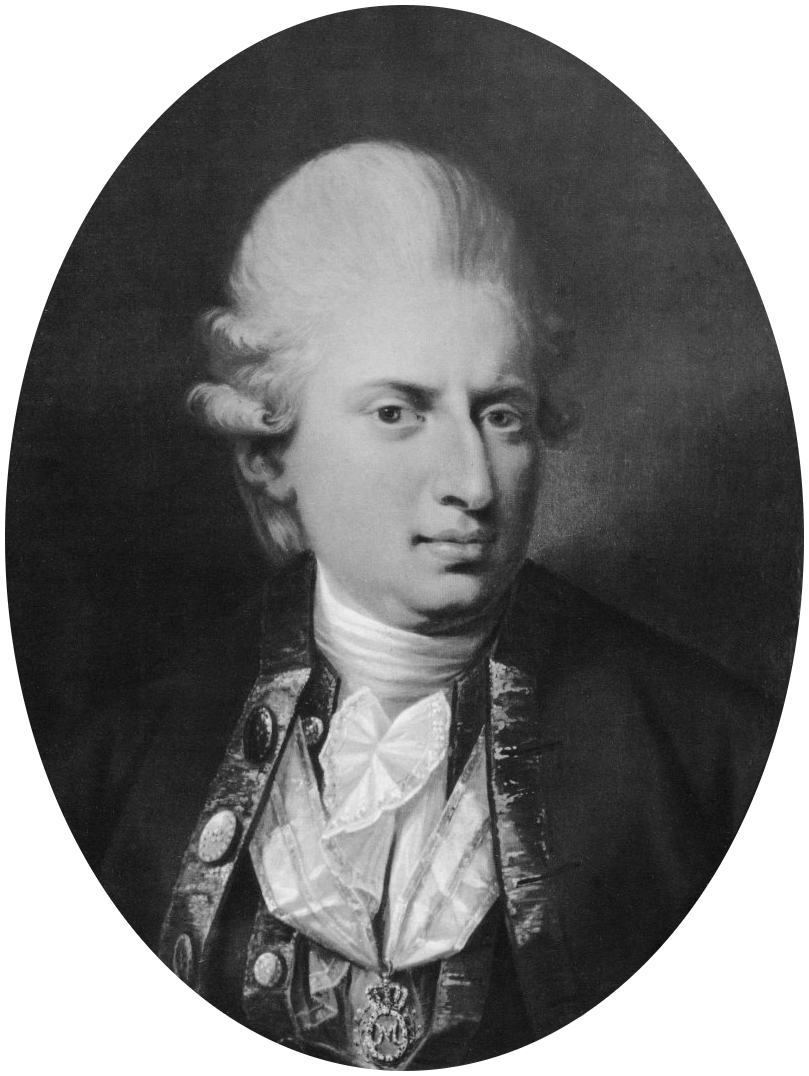
Johann Friedrich Struensee, malował Jens Juel

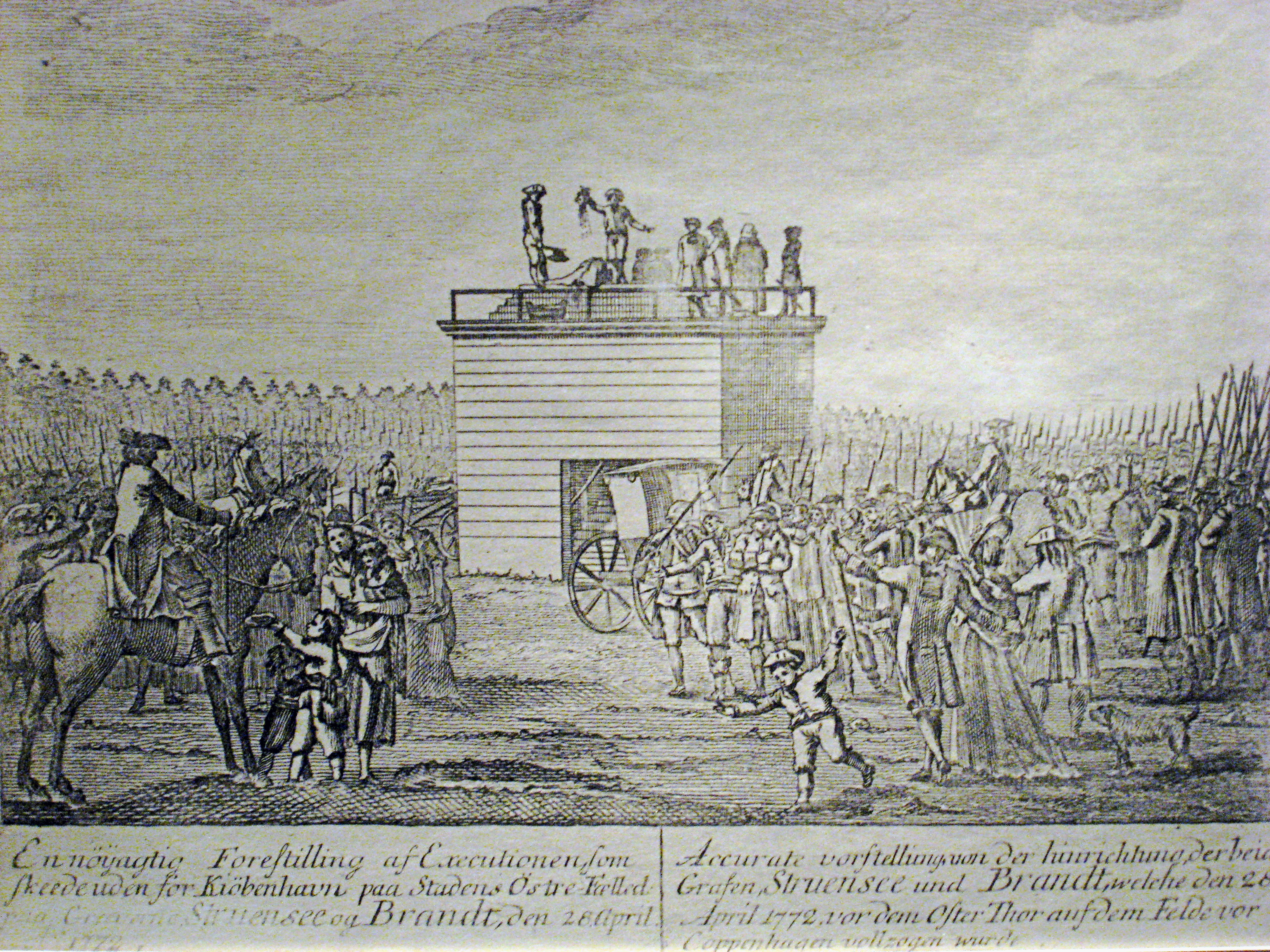
Egzekucja Struenseego

Johann Friedrich Struensee (ur. 5 sierpnia 1737 w Halle, zm. 28 kwietnia 1772) – niemiecki lekarz, minister w Królestwie Danii. Jego starszym bratem był Carl August Struensee (1735–1804), profesor matematyki i pruski minister.

## Życiorys
W wieku 32 lat (w 1768 roku) został prywatnym lekarzem cierpiącego na lekką odmianę schizofrenii króla Danii Chrystiana VII. Król dobrze się czuł w jego towarzystwie, ufał mu i powierzył mu funkcję doradcy królewskiego – konferensraad. Szczęśliwie przeprowadzone szczepienie następcy tronu zapewniło mu z kolei przychylność królowej.
Po pewnym czasie osiągnął wpływy porównywalne ze sprawowaniem regencji nad krajem. Szybko rozpoczął czystkę w rządzie, popierając libertynów takich jak on sam i zwalniając żarliwych religijnie tradycjonalistów. Wśród zwolnionych był polityk i dyplomata Johann Hartwig Ernst von Bernstorff. Ostał się jedynie inny zdolny minister, Adolph Siegfried von der Osten (1726–1797). Jako Maître des requêtes dworu duńskiego Struensee przedstawiał każdą sprawę do podpisu królowi. Władysław Czapliński twierdzi, że dawało mu to niemal pozycję monarchy absolutnego.
Jako zwolennik oświeceniowych ideałów próbował przeprowadzić wiele szeroko zakrojonych reform. Znany był z ogromnego tempa pracy, jak i z samej pracowitości. Szacuje się, że w ciągu 16 miesięcy swoich rządów wydał od 600 do aż 1880 dekretów. Oznaczałoby to, że wydawał 3–4 dekrety dziennie. Trzeba przyznać, iż mimo czystek przeprowadzonych wśród urzędników, Struensee naprawdę zamierzał poprawić sytuację Danii i zabiegał, by nowo mianowani urzędnicy byli kompetentni.
Reformy były jednak wprowadzane zbyt pośpiesznie, by mogły uzyskać zadowalający efekt. Choć rozporządzenie w sprawie pańszczyzny (wiosna 1771), które ulżyło doli chłopów, pochwalił nawet przeciwnik Struenseego, Andreas Peter Bernstorff: „Nowe rozporządzenie w sprawie pańszczyzny cieszy mnie. Uważam, że jest dobrze sformułowane i w całości wystarczające oraz sprawiedliwe”.
Struensee został kochankiem królowej Danii, angielskiej księżniczki Karoliny Matyldy. Wywołało to skandal, który nasilił się zwłaszcza po narodzinach córki królowej, księżniczki Luizy Augusty, którą złośliwie nazywano la petite Struensee. Kamieniem obrazy dla Duńczyków była obojętność Struenseego wobec kultury duńskiej. Przez cały okres swojego pobytu w Danii porozumiewał się głównie po niemiecku i francusku; twierdził, że nie ma czasu, by nauczyć się języka duńskiego. W owych czasach w Kopenhadze mówiono po niemiecku równie często, jak po duńsku.
Jako przeciwnik kameralizmu Struensee wprowadził leseferyzm. Uznał Danię za kraj z małą ilością surowców, i w zasadzie rolniczy. Przestał więc popierać manufaktury i kopalnictwo, co było w zasadzie słuszne, lecz nagłość decyzji spowodowała wzrost bezrobocia.
29 stycznia 1771 został odznaczony ustanowionym tego dnia Orderem Matyldy.
Struenseemu dane był rządzić jedynie rok (1770–1771). Rankiem 17 stycznia 1772 roku aresztowano Struenseego i Enevolda Brandta. Było to nazajutrz po balu maskowym, więc zaskoczono ich w głębokim śnie. Jeszcze przed świtem zatrzymano królową. Zamach przygotowali oburzeni Duńczycy; w porozumieniu z królową matką Julianą Marią, księżną Brunszwiku-Wolfebüttel, jej synem Fryderykiem i jego nauczycielem, duńskim „nacjonalistą” Ove Guldbergiem, kazali go ściąć. Główną rolę w zamachu grał pułkownik regimentu „Falster” Georg Ludwig von Köller-Banner (podobnie jak Struensee Niemiec z pochodzenia). Bez trudu uzyskano podpis króla pod stosownym nakazem.
20 stycznia powołano komisję inkwizycyjną. 28 kwietnia wykonano publiczną egzekucję Struenseego i jego współpracownika Enevolda Brandta. Pastor Baltasar Münter (1735–1793), który przed śmiercią miał nawrócić ministra (przynajmniej próbował), ogłosił książkę pt. Historia nawrócenia Struenseego. Lud cieszył się śmiercią ministra. Andreas Peter Bernstorff stwierdził:

W ten sposób odbyła się ta rewolucja, pierwsza tego rodzaju w Danii. Ubolewam nad tym, że była konieczna, jednak muszę przyznać, że wyzwoliła króla i państwo. Dziękuję też Opatrzności, która pozwoliła tak łatwo plan zrealizować.

W nowym rządzie najsilniejszą postacią został 40-letni Ove Høegh-Guldberg.

## W kulturze popularnej
- O związku Struenseego i królowej oraz jego wpływach na rządy opowiada duński dramat historyczny Kochanek królowej z 2012, w którym postać Struenseego zagrał Mads Mikkelsen[2].